# Uunarteq
Uunarteq (zastarale Unarteg nebo Ûnarteq, dánsky Kap Tobin) je zaniklá osada v kraji Sermersooq v Grónsku. Nachází se asi 7 km od Ittoqqortoormiitu u ústí Scoresbyho zálivu na poloostrově Liverpool.
Osada byla založena v roce 1926 rybáři se svými rodinami. Při svém nejvyšším vzrůstu tu žilo asi 120 obyvatel a byla tu i základní škola. Nacházelo se tu také několik stanic, které byly postupně kvůli rychle klesajícímu počtu obyvatel uzavřeny. V roce 1947 byla uzavřena telegrafická stanice, v roce 1960 byla uzavřena seismická stanice a v roce 1985 byla uzavřena meteorologická stanice. Po uzavření meteorologické stanice byla osada považována za zaniklou, ale poslední rodina odešla až v roce 2004.